# 垂序木蓝
垂序木蓝（学名：Indigofera pendula）为豆科木蓝属下的一个变种。

## 扩展阅读
維基物種上的相關：垂序木蓝